# Острые Клетки
Острые Клетки — деревня в Бологовском районе Тверской области, входит в состав Валдайского сельского поселения.
Расположена на западном берегу небольшого озера Мишинского (русло реки Валдайка), рядом с участком автодороги Р8 Валдай—Боровичи.
Ближайшие населённые пункты: деревни Мишнево и Горка (Валдайский район Новгородской области).

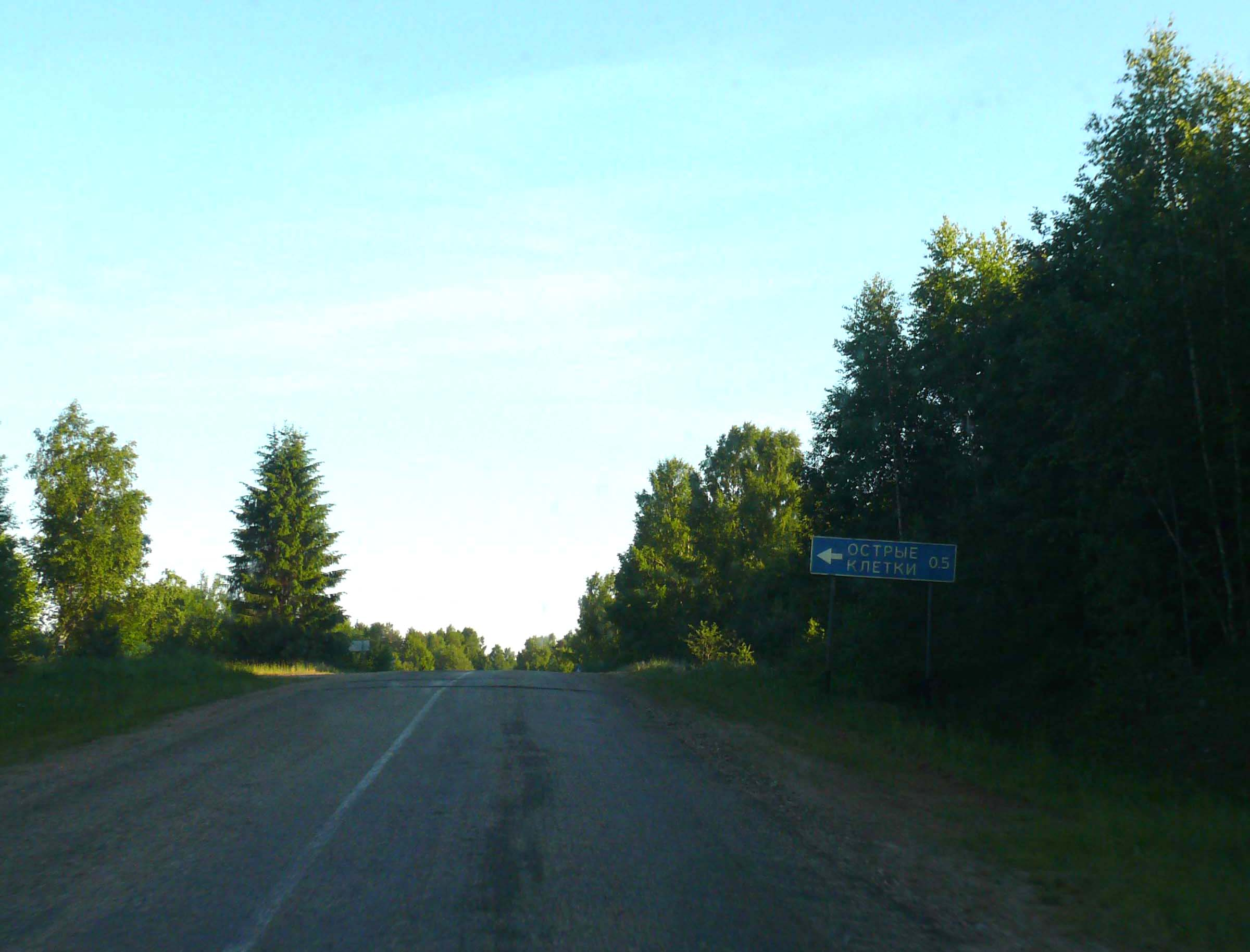
Указатель поворота на Острые Клетки